# エドワード・コクソン
エドワード・コクソン（Edward Coxen、1880年8月8日 - 1954年11月21日）は、イギリスの俳優。

## 出演作品
- 幌馬車時代
- 鉄腕名騎士
- 闘技場の王者
- 珍案特許美顔術
- 唄う超人
- スカラムーシュ
- 荒武者キートン
- 漂泊える阿蘭陀人
- 恋の闘争
- 吹雪の道
- 彼女の選びし道
- 名誉の絆
- 懐かしのケンタッキー
- 砂漠颪
- ベルス
- 流砂